# Sepsina alberti
Sepsina alberti — вид сцинкоподібних ящірок родини сцинкових (Scincidae). Мешкає в Намібії і Анголі. Вид названий на честь британсько-бельгійського зоолога Джорджа Альберта Буленджера.

## Опис
Довжина дорослих особин S. alberti становить 4-5 см, максимально 5,5 см. Лапи короткі, добре розвинені, на кожній лапі по 4 пальці з кігтями.

## Поширення і екологія
Sepsina alberti мешкають в пустелі Каоковельд на південному заході Анголи та на північному заході Намібії. Вони живуть в сухих кам'янистих саванах, на висоті від 500 до 1300 м над рівнем моря. Живородні.